# Familia Musk
La familia Musk se forma por Maye Musk, modelo y autora; Errol Musk, empresario y político; sus hijos Elon Musk, Kimbal Musk y Tosca Musk, así como su sobrino Lyndon Rive. Las exesposas de Elon Musk son Justine Musk y Talulah Riley, y tiene muchos hijos. El padre de Maye, Joshua N. Haldeman, fue un notable quiropráctico, aviador y político, un conocido defensor de la tecnocracia. Geográficamente, la familia tiene raíces en Inglaterra, Canadá, Sudáfrica y los Estados Unidos.

## Historia temprana
La abuela por parte de padre de Errol Musk descendía de los Burgueses Libres holandeses.[cita requerida] Su madre, Cora Amelia Robinson, era inglesa de Liverpool, y su padre, Walter Henry J. Musk, era sudafricano.
Los padres de Maye Musk fueron Winnifred Josephine "Wyn" (Fletcher) y Joshua Norman Haldeman. Haldeman era un quiropráctico canadiense que, en los primeros días del apartheid formalizado, se mudó a Sudáfrica. Fletcher y Haldeman eran simpatizantes nazis en Canadá antes de mudarse a Sudáfrica por razones políticas. Joshua Haldeman fue un ex director de Technocracy Incorporated y un activista político que se postuló para el Parlamento canadiense por el Partido del Crédito Social y encabezó la rama canadiense del movimiento Tecnocracia. En África, la pareja pasó un tiempo buscando la Ciudad Perdida del Kalahari en avión. La madre de Haldeman, Almeda Jane (Norman) Haldeman, fue la primera quiropráctica registrada en Canadá. 

## Errol Musk
Errol Graham Musk es un ingeniero, político y empresario sudafricano que ya está retirado. Nació en Sudáfrica y su familia tiene orígenes mixtos: su madre, Cora Amelia Musk, era británica, y su padre, Walter Henry James Musk, fue un sargento del ejército sudafricano que trabajó como criptógrafo en una unidad de inteligencia durante la Segunda Guerra Mundial.
Errol estudió en la escuela secundaria Clapham High, donde conoció a Maye Haldeman, con quien se casó en 1970. Vivieron en Pretoria, donde Maye trabajaba como dietista y modelo. En 1971, tuvieron su primer hijo, Elon Musk, quien fue nombrado así en honor al abuelo de Maye, J. Elon Haldeman, y recibió el apellido Reeve en reconocimiento a la familia materna.
Esta influencia familiar y su entorno en Sudáfrica tuvieron un impacto importante en la vida de Elon Musk, quien más tarde se convertiría en un famoso empresario e innovador en tecnología.
El 9 de marzo de 1972, Musk fue elegido como independiente para representar a Sunnyside en el Ayuntamiento de Pretoria. : 52   En 1980, : 71 Se convirtió en miembro del Partido Federal Progresista, la nueva oposición oficial formada en 1977, y se presentó como su candidato por Sunnyside en las elecciones de 1981. : 52  : 225, fn 119 En 1983, su dimisión del PFP debido a su postura respecto del referéndum constitucional fue noticia de primera plana en el órgano del gobernante Partido Nacional, Die Burger, que retrató a la oposición como dividida. : 225, fn 119  Musk se rebeló contra el llamado del PFP a rechazar la nueva constitución y citó su acuerdo con la posición del Partido Nueva República de que el Parlamento Tricameral era un paso en la dirección correcta. : 71–72 
Musk estudió electromecánica en la Universidad de Pretoria, trabajó como consultor de ingeniería eléctrica y mecánica y desarrolló propiedades, especialmente desarrollos inmobiliarios de tiendas minoristas y oficinas. : 27 Su lucrativa empresa de ingeniería se hizo cargo de "grandes proyectos como edificios de oficinas, complejos comerciales, subdivisiones residenciales y una base de la fuerza aérea". También poseía una tienda de repuestos para automóviles, al menos la mitad de una participación en una mina de esmeraldas e incluso "una de las casas más grandes de Pretoria"   En 1979, Musk y su esposa Maye se divorciaron.  El libro de Maye recuerda que en el momento del divorcio poseía dos casas, un yate, un avión, cinco coches de lujo y un camión.
En sus memorias, Maye calificó su matrimonio de abusivo y afirmó que Errol había sido violento.  Ella relata un momento durante su divorcio cuando buscó refugio en la casa de un vecino después de que Errol apareció con un cuchillo buscándola. Después del divorcio, Musk demandó repetidamente a su exesposa por la custodia de sus hijos. Estuvo casado brevemente con una mujer llamada Sue.
A principios de los años 90, Errol, que entonces tenía 45 años, se casó con Heide Bezuidenhout, una joven de 25 años a quien describió como "una de las mujeres más guapas que he visto en mi vida".  Tuvieron dos hijos. Jana Bezuidenhout, quien más tarde se convertiría en su pareja sentimental, era su hijastra de ese matrimonio y tenía cuatro años cuando Errol se convirtió en su padrastro.
A principios de los años 80, Errol construyó un refugio en la reserva de caza de Timbavati, con el objetivo de alquilarlo a turistas. En 1986, obtuvo los derechos para explotar tres minas de esmeraldas en Zambia, aunque no era dueño de las minas. En una entrevista con Walter Isaacson, comentó: "Si lo registraras, perderías todo, porque los negros te quitarían todo". Más tarde, durante una entrevista con Business Insider Sudáfrica, habló de su fortuna en la adolescencia de Elon, mencionando que tenía "tanto dinero que ni siquiera podíamos cerrar nuestra caja fuerte", además de mencionar sus negocios con las esmeraldas. Snopes verificó que en algún momento Errol tuvo "una participación en una mina de esmeraldas cerca del lago Tanganyika en Zambia". En otra ocasión, describió su mina de esmeraldas como una operación "bajo la mesa".
Según la biografía de Elon Musk de 2015 titulada Elon Musk: Tesla, SpaceX y la búsqueda de un futuro fantástico, en 1995, Errol Musk le dio 28.000 dólares a Elon y Kimbal cuando estaban iniciando la empresa de software Zip2. Elon Musk ha negado haber recibido dinero de su padre.
En 2014, Musk dio una entrevista sobre su hijo Elon. En 2017, Musk fue entrevistado por Neil Strauss de Rolling Stone para un perfil de Elon titulado "El arquitecto del mañana". Errol recordó que una vez disparó y mató en defensa propia a "tres de cinco o seis personas armadas" que irrumpieron en su casa. Elon describió a su padre Errol como un "ser humano terrible", y agregó: "Casi todas las cosas malas que puedas imaginar, él las ha hecho".  
En marzo de 2018, se informó que Errol había tenido un hijo con su hijastra adulta Jana Bezuidenhout.
En julio de 2022, Errol concedió una entrevista al periódico sensacionalista The Sun, en la que anunció que él y Jana Bezuidenhout habían tenido otro hijo. Musk tiene un total de siete hijos, según la revista People en noviembre de 2022. El 1 de agosto de 2022, Errol apareció en el programa de radio australiano The Kyle and Jackie O y dijo que "no estaba orgulloso" de Elon.
Errol fue entrevistado por el autor Walter Isaacson para su biografía de 2023 del hijo de Musk, Elon, en la que se habló extensamente de Errol Musk. En junio de 2024, dijo que Elon había actualizado el sistema de seguridad de su hogar por temor a que corriera riesgo de secuestro.
En 2024 Errol defendió a Elon después de que este último dijera que el Reino Unido se encaminaba hacia una guerra civil. Más tarde, en 2024, Errol dijo que el primer ministro Keir Starmer era un fascista como resultado de su respuesta a los disturbios de 2024 en el Reino Unido. Posteriormente pidió la dimisión de Starmer. En enero de 2025, volvió a defender los comentarios de su hijo, pero también instó a la gente a ignorarlos.

## Elon Musk
Elon Reeve Musk (Pretoria, 28 de junio de 1971) es un empresario, inversor, activista político conservador y magnate. Es el fundador, consejero delegado e «ingeniero» en jefe de la empresa SpaceX; inversor ángel, director general y arquitecto de productos de Tesla, Inc.; fundador de The Boring Company; y cofundador de Neuralink y OpenAI. Además, es el director de tecnología de X Corp. Entre enero y mayo de 2025, ejerció como administrador de facto del Departamento de Eficiencia Gubernamental de la Casa Blanca bajo la segunda presidencia de Donald Trump.
Con un patrimonio neto estimado en unos cuatrocientos mil millones de dólares en diciembre de 2024, es la persona más rica del mundo según el índice de multimillonarios en tiempo real de Forbes.
Musk nació y se crio en una rica familia de Pretoria (Sudáfrica). Su madre es canadiense y su padre un sudafricano blanco. Estudió brevemente en la Universidad de Pretoria antes de trasladarse a Canadá a los 17 años. Se matriculó en la Universidad de Queen y se trasladó a la Universidad de Pensilvania dos años después, donde se graduó en Economía y Física. En 1995 se trasladó a California para asistir a la Universidad Stanford, pero en su lugar decidió seguir una carrera empresarial, cofundando la empresa de software web Zip2 con su hermano Kimbal. Zip2 fue adquirida por Compaq por 307 millones de dólares en 1999. Ese mismo año, Musk cofundó el banco en línea X.com, que se fusionó con Confinity en 2000 para formar PayPal. La empresa fue comprada por eBay en 2002 por mil quinientos millones de dólares.
En 2002, Musk fundó SpaceX, fabricante aeroespacial y empresa de servicios de transporte espacial, de la que es director general e ingeniero jefe. En 2003, se unió al fabricante de vehículos eléctricos Tesla Motors, Inc. (ahora Tesla, Inc.) como presidente y arquitecto de productos, convirtiéndose en su consejero delegado en 2008. En 2006, ayudó a crear SolarCity, una empresa de servicios de energía solar que posteriormente fue adquirida por Tesla y se convirtió en Tesla Energy. En 2015, cofundó OpenAI, una empresa de investigación sin ánimo de lucro que promueve la inteligencia artificial amigable. En 2016, cofundó Neuralink, una empresa de neuro tecnología centrada en el desarrollo de interfaces cerebro-ordenador, y fundó The Boring Company, una empresa de construcción de túneles. También acordó la compra de la importante red social estadounidense Twitter en 2022 por 44 000 millones de dólares. Musk también ha propuesto el hyperloop. En noviembre de 2021, el director general de Tesla fue la primera persona de la historia en acumular una fortuna de trescientos mil millones de dólares.